# Wilhelm Leuschner
Wilhelm Leuschner, född 15 juni 1890 i Bayreuth, död 29 september 1944 i Plötzenseefängelset, var en tysk fackföreningsman och socialdemokratisk politiker, som blev avrättad för sitt motstånd mot den nazistiska regimen i Tredje riket.

## Biografi
Leuschner blev medlem i SPD 1913. År 1924 blev han invald i den hessiska lantdagen och fyra år senare utnämndes han till utrikesminister i Hessen. Leuschner var en svuren fiende till nazisterna och avvisade resolut ett samarbete med dessa. För sitt motstånd blev han 1933 internerad i koncentrationsläger. Han frisläpptes efter ett år och började i hemlighet att hålla fackföreningsmöten. Leuschner knöt kontakter med Kreisaukretsen som hade bildats kring Helmuth von Moltke. Från och med år 1939 hade han även kontakt med Carl Friedrich Goerdelers konservativa motståndsgrupp. Efter 20 juli-attentatet 1944 var det meningen att Leuschner skulle bli vicekansler under Goerdeler. Attentatet misslyckades och Leuschner ställdes inför rätta inför Volksgerichtshof och dömdes till döden.